# Wera Lindby
Wera Maria Lindby, född 1 juni 1908 i Jakobs församling, Stockholm, död 13 oktober 1998 i Ystad, var en svensk skådespelare.
Lindby studerade sång och dans i Stockholm och hade filmroller mellan 1934 och 1956, samt var engagerad vid Odeonteatern och Scalateatern. Hon var från 1936 gift med skådespelaren Werner Ohlson.

## Filmografi
- 1934 – Sången till henne
- 1935 – Bränningar
- 1938 – Goda vänner och trogna grannar
- 1938 – Figurligt talat
- 1938 – En kvinnas ansikte
- 1938 – Den stora kärleken
- 1940 – Vi Masthuggspojkar
- 1940 – Romans
- 1940 – Frestelse
- 1940 – Hanna i societén
- 1940 – Åh, en så'n advokat
- 1942 – Ta hand om Ulla
- 1942 – Farliga vägar
- 1942 – Fallet Ingegerd Bremssen
- 1944 – Prins Gustaf
- 1944 – Nyordning på Sjögårda
- 1945 – I Roslagens famn
- 1949 – Gatan
- 1950 – Sånt händer inte här
- 1954 – En lektion i kärlek
- 1956 – Vi vill, vi kan, vi skall

## Teater

### Roller
| År   | Roll                     | Produktion                                                                       | Regi              | Teater                        |
| ---- | ------------------------ | -------------------------------------------------------------------------------- | ----------------- | ----------------------------- |
| 1936 | Maj Bjerke, balettflicka | Moster Klara från Skara Siegfried Fischer                                        | Siegfried Fischer | Söders friluftsteater         |
| 1936 | Ida, piga                | Hemsöborna August Strindberg                                                     | Sigge Fischer     | Mosebacketeatern              |
| 1936 |                          | Augustas lilla felsteg Sigge Fischer                                             |                   | Mosebacketeatern              |
| 1937 |                          | Bergsprängarbruden Albin Erlandzon                                               | Sigge Fischer     | Mosebacketeatern              |
| 1937 |                          | Lördagsflirt Bjørn Bjørnevik                                                     |                   | Mosebacketeatern              |
| 1937 |                          | Spanska flugan Franz Arnold och Ernst Bach                                       |                   | Mosebacketeatern              |
| 1937 |                          | Va' händer hos Jonssons Siegfried Fischer                                        |                   | Söders friluftsteater         |
| 1937 | Kerstin                  | Fredrik och försynen Henning Ege                                                 | Siegfried Fischer | Mosebacketeatern              |
| 1937 | Medverkande              | Opp och heja! eller Mannen som stal Golfströmmen Tage Forsberg och Henry Carlson |                   | Mosebacketeatern              |
| 1938 |                          | Glada änkan i 12:an Siegfried Fischer                                            | Siegfried Fischer | Klippans sommarteater         |
| 1938 | Viola, husa              | Kökskavaljerer Siegfried Fischer                                                 | Siegfried Fischer | Mosebacketeatern              |
| 1940 |                          | Familjen Larsson Sigge Fischer                                                   |                   | Odeonteatern, Stockholm       |
| 1940 | Medverkande              | Strax lite varmare, revy Gideon Wahlberg, Ch. Henry och Einar Molin              | Gideon Wahlberg   | Odeonteatern, Stockholm       |
| 1940 |                          | De tre malajerna Gideon Wahlberg                                                 |                   | Tantolundens friluftsteater   |
| 1940 | Medverkande              | Luddes nöjesfält, revy Gideon Wahlberg, Ch. Henry och Einar Molin                |                   | Odeonteatern, Stockholm       |
| 1941 | Medverkande              | Luddes melodi, revy Ch. Henry och Einar Molin                                    | Gideon Wahlberg   | Odeonteatern, Stockholm       |
| 1941 |                          | Söders tyrolare Gideon Wahlberg                                                  | Gideon Wahlberg   | Tantolundens friluftsteater   |
| 1954 | Medverkande              | Arsenik åt alla spetsar, revy Rune Moberg                                        | Gösta Jonsson     | Boulevardteatern              |
| 1954 |                          | Söderkåkar Gideon Wahlberg                                                       | Gösta Jonsson     | Vanadislundens friluftsteater |
| 1954 | Medverkande              | Hösten är vår, revy Lennart Anderzon och Tjadden Hällström                       | Tjadden Hällström | Boulevardteatern              |
| 1955 | Medverkande              | Oförskämt, revy Rune Moberg                                                      | Kåge Sigurth      | Boulevardteatern              |